# Fuentepelayo
Fuentepelayo település Spanyolországban, Segovia tartományban. Fuentepelayo Aguilafuente, Aldea Real, Pinarnegrillo, Navalmanzano és Zarzuela del Pinar községekkel határos. Lakosainak száma 772 fő (2024).

## Népesség
A település népessége az elmúlt években az alábbi módon változott:
| Lakosok száma | 937  | 975  | 991  | 983  | 984  | 937  | 860  | 836  | 786  | 772  |
|               | 2001 | 2004 | 2007 | 2009 | 2012 | 2014 | 2017 | 2019 | 2022 | 2024 |